# Socha Nejsvětější Trojice s Pietou (Choltice)
Barokní morový sloup Nejsvětější Trojice s Pietou pocházející z let 1720–1730 se nalézá v centrální části náměstí Nejsvětější Trojice v centru městyse Choltice, severně od vchodu do zámku Choltice. Sloup je od roku 1958 chráněn jako nemovitá kulturní památka ČR.

## Popis
Sousoší je umístěno na širokém vydlážděném stupni na centrální části náměstí Nejsvětější Trojice v čtyřhranné kovové mříži ohraničující kamennou balustrádu s pilířky zakončenými velkými kamennými koulemi na nárožích a ve středech stran.
Ve středu kamenné balustrády je na širokém hranolovém podstavci umístěn vysoký hranolový sokl s profilovanou patkou a římsou, na které stojí štíhlý sloup zakončený korintskou hlavicí. 
Na hlavici sloupu je umístěna socha Boha Otce sedícího na oblacích. Socha hledící směrem k zámku je oděná v dlouhém rouchu přehozeném přes pravou ruku, ve které drží žezlo, zatímco v levé ruce drží zeměkouli. Nad hlavou má trojúhelníkovou svatozář.
Pod sloupem směrem k zámku je umístěno sousoší Piety. Sedící Panna Maria v dlouhých přepásaných šatech drží v klíně mezi koleny tělo mrtvého Krista s hlavou zvrácenou dozadu. Kristus má bezvousou tvář a dlouhé zvlněné vlasy.
V letech 2007–2009 proběhla rekonstrukce sloupu.

## Galerie

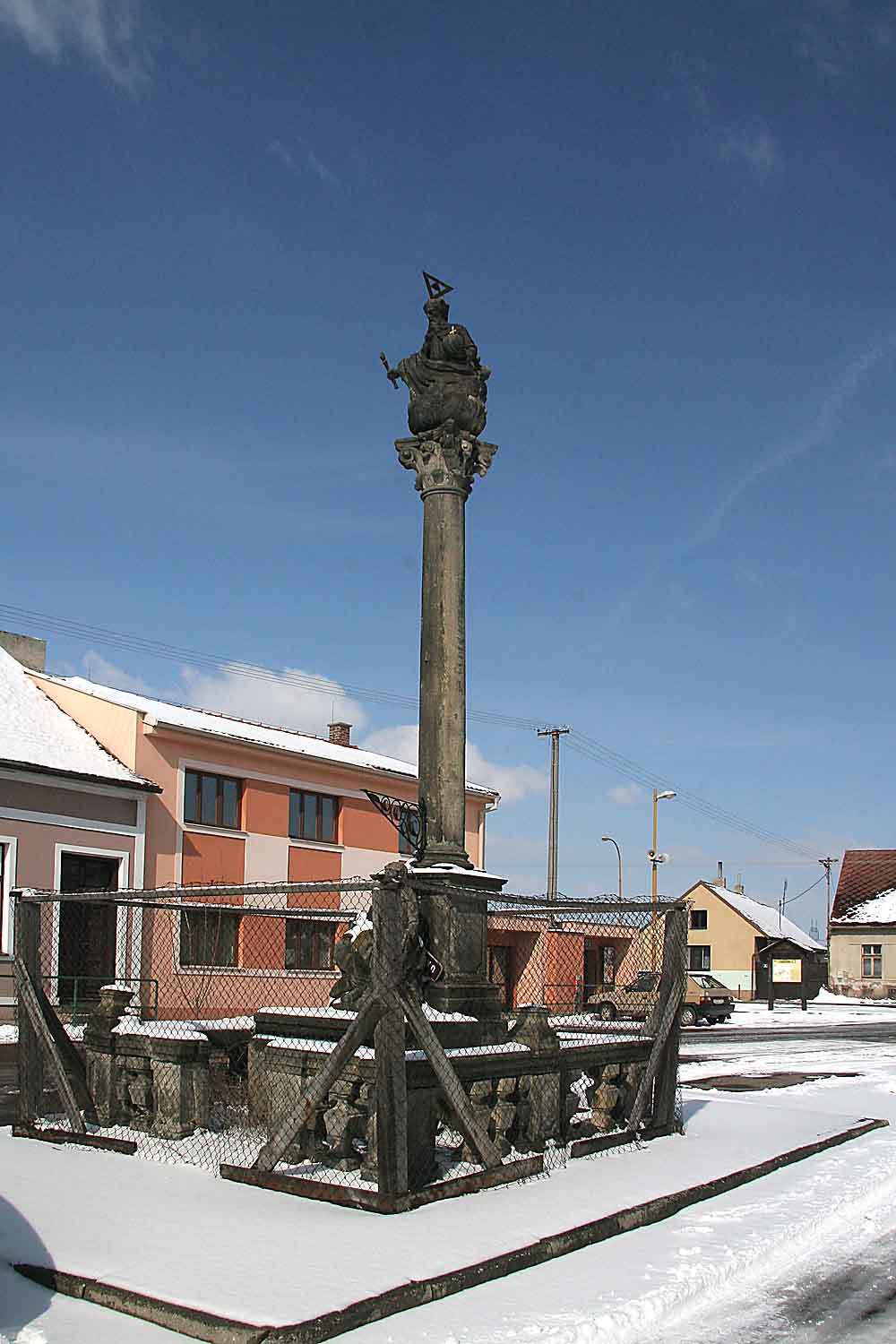
sloup Nejsvětější Trojice s Pietou v roce 2006
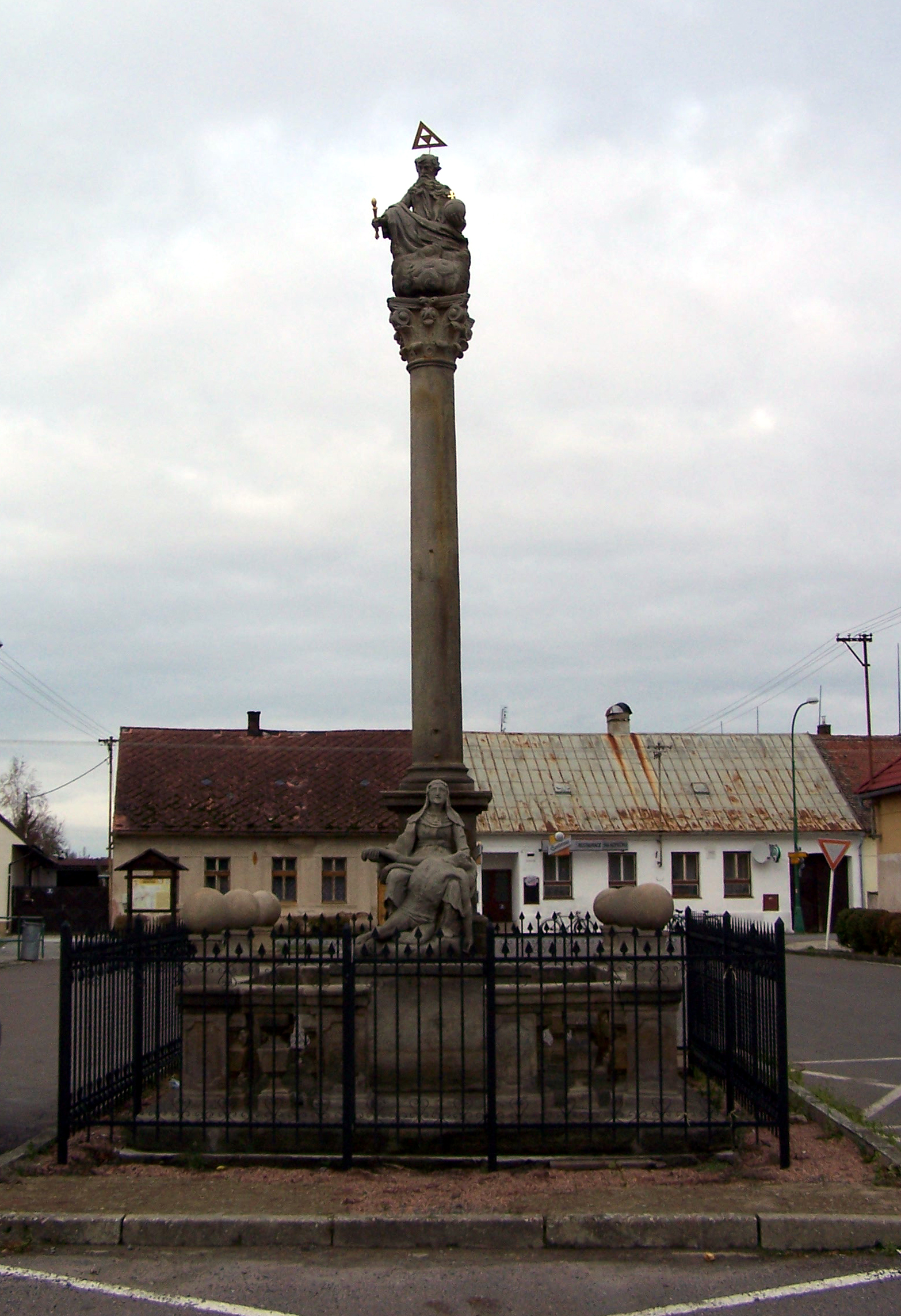
sloup Nejsvětější Trojice s Pietou v roce 2011
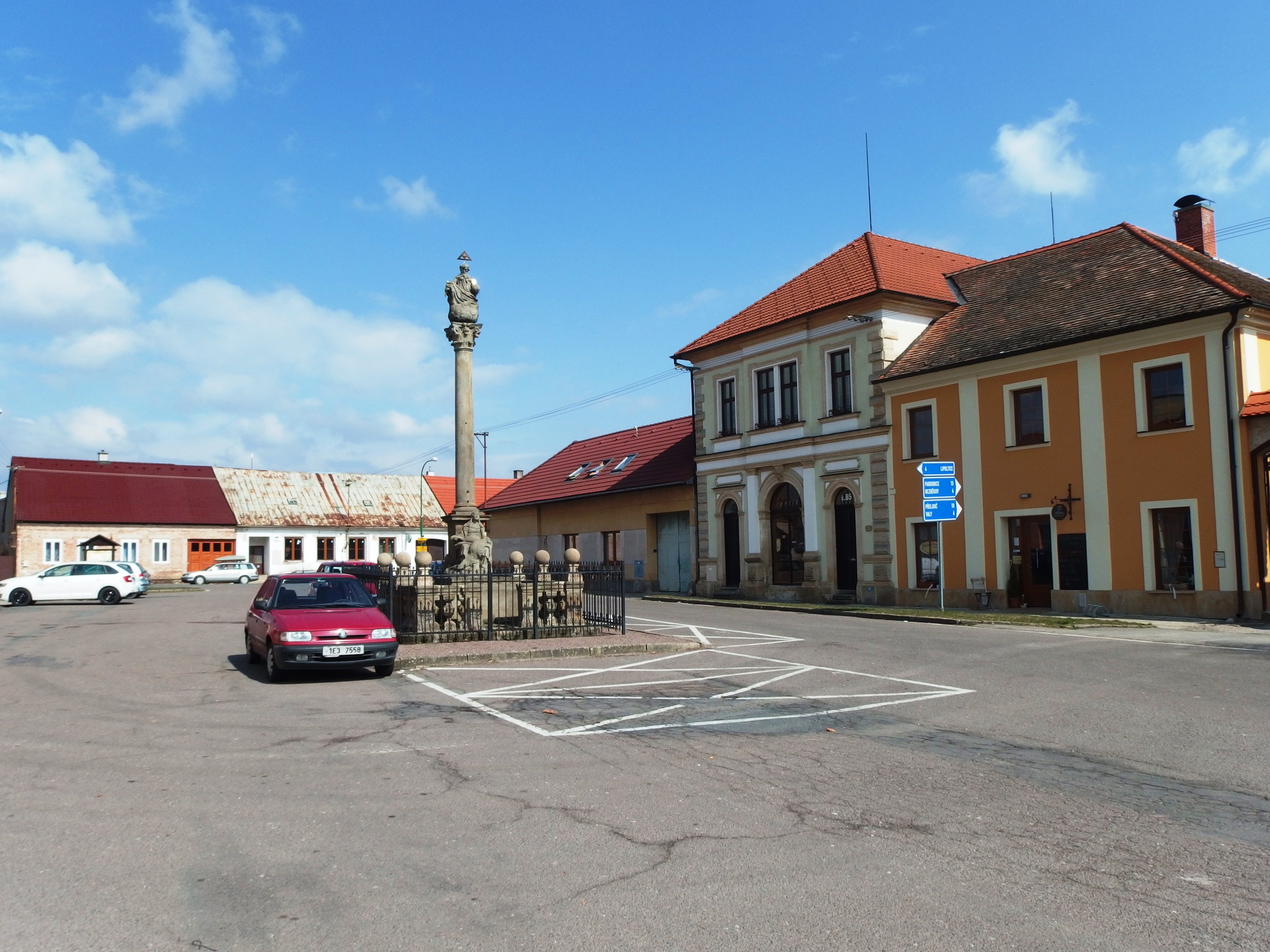
sloup Nejsvětější Trojice s Pietou v roce 2018